# Tour of Britain 2022
Tour of Britain 2022 var den 82. udgave af det britiske etapeløb Tour of Britain. Cykelløbets fem etaper blev kørt fra 4. september med start i Aberdeen, til 8. september 2022 hvor det sluttede i Mansfield. Løbet bestod oprindeligt af otte etaper, men de sidste tre blev aflyst pga. Dronning Elizabeth 2.'s død den 8. september. Løbet var en del af UCI ProSeries 2022.
Løbet blev vundet af spanske Gonzalo Serrano fra Movistar Team.

## Etaperne
| Etape    | Dato     | Start – Mål                    | type              | Afstand (km) | Elevation (m) | Etapevinder     | Førende rytter  |
| -------- | -------- | ------------------------------ | ----------------- | ------------ | ------------- | --------------- | --------------- |
| 1. etape | 4. sep.  | Aberdeen – Glenshee Ski Centre | middel bjergetape | 181,3        | 2.309 m       | Corbin Strong   | Corbin Strong   |
| 2. etape | 5. sep.  | Hawick – Duns                  | kuperet etape     | 175,2        | 1.965 m       | Cees Bol        | Corbin Strong   |
| 3. etape | 6. sep.  | Durham – Sunderland            | kuperet etape     | 163,6        | 2.002 m       | Kamiel Bonneu   | Benjamin Perry  |
| 4. etape | 7. sep.  | Redcar – Duncombe Park Lodge   | middel bjergetape | 149,5        | 2.223 m       | Gonzalo Serrano | Gonzalo Serrano |
| 5. etape | 8. sep.  | West Bridgford – Mansfield     | flad etape        | 186,8        | 1.421 m       | Jordi Meeus     | Gonzalo Serrano |
| 6. etape | 9. sep.  | Tewkesbury – Gloucester        | kuperet etape     | 170,9        | 1.867 m       | aflyst          |                 |
| 7. etape | 10. sep. | West Bay – Ferndown            | kuperet etape     | 175,9        | 1.986 m       | aflyst          |                 |
| 8. etape | 11. sep. | Ryde – The Needles             | middel bjergetape | 148,9        | 1.828 m       | aflyst          |                 |

### 1. etape
| Aberdeen - Glenshee Ski Centre | middel bjergetape | (181,3 km) |

| \| Etaperesultat \| Etaperesultat \| Etaperesultat \| Etaperesultat \| Etaperesultat \| \| Rytter \| Rytter \| Hold \| Tid \| \| \| ------------- \| -------------------------- \| ---------------------- \| ------------- \| ------------- \| \| 1. \| Corbin Strong \| Israel-Premier Tech \| 4t 36' 37" \| \| \| 2. \| Omar Fraile \| Ineos Grenadiers \| + 0" \| \| \| 3. \| Anders Halland Johannessen \| Uno-X Pro Cycling Team \| + 0" \| \| \| 4. \| Gonzalo Serrano \| Movistar Team \| + 0" \| \| \| 5. \| Tom Pidcock \| Ineos Grenadiers \| + 0" \| \| \| 6. \| Dylan Teuns \| Israel-Premier Tech \| + 0" \| \| \| 7. \| Filippo Fiorelli \| Bardiani CSF Faizanè \| + 0" \| \| \| 8. \| Oscar Onley \| Team DSM \| + 0" \| \| \| 9. \| Anthon Charmig \| Uno-X Pro Cycling Team \| + 0" \| \| \| 10. \| Filippo Zana \| Bardiani CSF Faizanè \| + 0" \| \| |                            |                        |            |
| |                            |                        |            |
| Kilde: ProCyclingStats |                            |                        |            |
| Etaperesultat |                            |                        |            |
| Rytter | Rytter                     | Hold                   | Tid        |
| 1. | Corbin Strong              | Israel-Premier Tech    | 4t 36' 37" |
| 2. | Omar Fraile                | Ineos Grenadiers       | + 0"       |
| 3. | Anders Halland Johannessen | Uno-X Pro Cycling Team | + 0"       |
| 4. | Gonzalo Serrano            | Movistar Team          | + 0"       |
| 5. | Tom Pidcock                | Ineos Grenadiers       | + 0"       |
| 6. | Dylan Teuns                | Israel-Premier Tech    | + 0"       |
| 7. | Filippo Fiorelli           | Bardiani CSF Faizanè   | + 0"       |
| 8. | Oscar Onley                | Team DSM               | + 0"       |
| 9. | Anthon Charmig             | Uno-X Pro Cycling Team | + 0"       |
| 10. | Filippo Zana               | Bardiani CSF Faizanè   | + 0"       |

| \| Samlede stilling \| Samlede stilling \| Samlede stilling \| Samlede stilling \| Samlede stilling \| \| Rytter \| Rytter \| Hold \| Tid \| \| \| ---------------- \| -------------------------- \| ---------------------- \| ---------------- \| ---------------- \| \| 1. \| Corbin Strong \| Israel-Premier Tech \| 4t 36' 27" \| \| \| 2. \| Omar Fraile \| Ineos Grenadiers \| + 4" \| \| \| 3. \| Anders Halland Johannessen \| Uno-X Pro Cycling Team \| + 6" \| \| \| 4. \| Gonzalo Serrano \| Movistar Team \| + 10" \| \| \| 5. \| Tom Pidcock \| Ineos Grenadiers \| + 10" \| \| \| 6. \| Dylan Teuns \| Israel-Premier Tech \| + 10" \| \| \| 7. \| Filippo Fiorelli \| Bardiani CSF Faizanè \| + 10" \| \| \| 8. \| Oscar Onley \| Team DSM \| + 10" \| \| \| 9. \| Anthon Charmig \| Uno-X Pro Cycling Team \| + 10" \| \| \| 10. \| Filippo Zana \| Bardiani CSF Faizanè \| + 10" \| \| |                            |                        |            |
| |                            |                        |            |
| Kilde: ProCyclingStats |                            |                        |            |
| Samlede stilling |                            |                        |            |
| Rytter | Rytter                     | Hold                   | Tid        |
| 1. | Corbin Strong              | Israel-Premier Tech    | 4t 36' 27" |
| 2. | Omar Fraile                | Ineos Grenadiers       | + 4"       |
| 3. | Anders Halland Johannessen | Uno-X Pro Cycling Team | + 6"       |
| 4. | Gonzalo Serrano            | Movistar Team          | + 10"      |
| 5. | Tom Pidcock                | Ineos Grenadiers       | + 10"      |
| 6. | Dylan Teuns                | Israel-Premier Tech    | + 10"      |
| 7. | Filippo Fiorelli           | Bardiani CSF Faizanè   | + 10"      |
| 8. | Oscar Onley                | Team DSM               | + 10"      |
| 9. | Anthon Charmig             | Uno-X Pro Cycling Team | + 10"      |
| 10. | Filippo Zana               | Bardiani CSF Faizanè   | + 10"      |

### 2. etape
| Hawick - Duns | kuperet etape | (175,2 km) |

| \| Etaperesultat \| Etaperesultat \| Etaperesultat \| Etaperesultat \| Etaperesultat \| \| Rytter \| Rytter \| Hold \| Tid \| \| \| ------------- \| --------------------- \| ------------------------- \| ------------- \| ------------- \| \| 1. \| Cees Bol \| Team DSM \| 4t 08' 35" \| \| \| 2. \| Jake Stewart \| Storbritannien \| + 0" \| \| \| 3. \| Corbin Strong \| Israel-Premier Tech \| + 0" \| \| \| 4. \| Stanisław Aniołkowski \| Bingoal Pauwels Sauces WB \| + 0" \| \| \| 5. \| Luke Lamperti \| Trinity Racing \| + 0" \| \| \| 6. \| Kenneth Van Rooy \| Sport Vlaanderen-Baloise \| + 0" \| \| \| 7. \| Tom Pidcock \| Ineos Grenadiers \| + 0" \| \| \| 8. \| Eduard Prades \| Caja Rural-Seguros RGA \| + 0" \| \| \| 9. \| Jim Brown \| WiV SunGod \| + 0" \| \| \| 10. \| Martin Marcellusi \| Bardiani CSF Faizanè \| + 0" \| \| |                       |                           |            |
| |                       |                           |            |
| Kilde: ProCyclingStats |                       |                           |            |
| Etaperesultat |                       |                           |            |
| Rytter | Rytter                | Hold                      | Tid        |
| 1. | Cees Bol              | Team DSM                  | 4t 08' 35" |
| 2. | Jake Stewart          | Storbritannien            | + 0"       |
| 3. | Corbin Strong         | Israel-Premier Tech       | + 0"       |
| 4. | Stanisław Aniołkowski | Bingoal Pauwels Sauces WB | + 0"       |
| 5. | Luke Lamperti         | Trinity Racing            | + 0"       |
| 6. | Kenneth Van Rooy      | Sport Vlaanderen-Baloise  | + 0"       |
| 7. | Tom Pidcock           | Ineos Grenadiers          | + 0"       |
| 8. | Eduard Prades         | Caja Rural-Seguros RGA    | + 0"       |
| 9. | Jim Brown             | WiV SunGod                | + 0"       |
| 10. | Martin Marcellusi     | Bardiani CSF Faizanè      | + 0"       |

| \| Samlede stilling \| Samlede stilling \| Samlede stilling \| Samlede stilling \| Samlede stilling \| \| Rytter \| Rytter \| Hold \| Tid \| \| \| ---------------- \| -------------------------- \| ------------------------ \| ---------------- \| ---------------- \| \| 1. \| Corbin Strong \| Israel-Premier Tech \| 8t 44' 58" \| \| \| 2. \| Jake Stewart \| Storbritannien \| + 8" \| \| \| 3. \| Omar Fraile \| Ineos Grenadiers \| + 8" \| \| \| 4. \| Anders Halland Johannessen \| Uno-X Pro Cycling Team \| + 10" \| \| \| 5. \| Tom Pidcock \| Ineos Grenadiers \| + 14" \| \| \| 6. \| Gonzalo Serrano \| Movistar Team \| + 14" \| \| \| 7. \| Kenneth Van Rooy \| Sport Vlaanderen-Baloise \| + 14" \| \| \| 8. \| Felix Großschartner \| Bora-Hansgrohe \| + 14" \| \| \| 9. \| Eduard Prades \| Caja Rural-Seguros RGA \| + 14" \| \| \| 10. \| Filippo Fiorelli \| Bardiani CSF Faizanè \| + 14" \| \| |                            |                          |            |
| |                            |                          |            |
| Kilde: ProCyclingStats |                            |                          |            |
| Samlede stilling |                            |                          |            |
| Rytter | Rytter                     | Hold                     | Tid        |
| 1. | Corbin Strong              | Israel-Premier Tech      | 8t 44' 58" |
| 2. | Jake Stewart               | Storbritannien           | + 8"       |
| 3. | Omar Fraile                | Ineos Grenadiers         | + 8"       |
| 4. | Anders Halland Johannessen | Uno-X Pro Cycling Team   | + 10"      |
| 5. | Tom Pidcock                | Ineos Grenadiers         | + 14"      |
| 6. | Gonzalo Serrano            | Movistar Team            | + 14"      |
| 7. | Kenneth Van Rooy           | Sport Vlaanderen-Baloise | + 14"      |
| 8. | Felix Großschartner        | Bora-Hansgrohe           | + 14"      |
| 9. | Eduard Prades              | Caja Rural-Seguros RGA   | + 14"      |
| 10. | Filippo Fiorelli           | Bardiani CSF Faizanè     | + 14"      |

### 3. etape
| Durham - Sunderland | kuperet etape | (163,6 km) |

| \| Etaperesultat \| Etaperesultat \| Etaperesultat \| Etaperesultat \| Etaperesultat \| \| Rytter \| Rytter \| Hold \| Tid \| \| \| ------------- \| -------------------- \| ------------------------- \| ------------- \| ------------- \| \| 1. \| Kamiel Bonneu \| Sport Vlaanderen-Baloise \| 4t 05' 33" \| \| \| 2. \| Benjamin Perry \| WiV SunGod \| + 0" \| \| \| 3. \| Alexander Richardson \| Saint Piran \| + 2" \| \| \| 4. \| Mathijs Paasschens \| Bingoal Pauwels Sauces WB \| + 4" \| \| \| 5. \| Jordi Meeus \| Bora-Hansgrohe \| + 7" \| \| \| 6. \| Jake Stewart \| Storbritannien \| + 7" \| \| \| 7. \| Samuel Watson \| Storbritannien \| + 7" \| \| \| 8. \| Gonzalo Serrano \| Movistar Team \| + 7" \| \| \| 9. \| Marius Mayrhofer \| Team DSM \| + 7" \| \| \| 10. \| Kenneth Van Rooy \| Sport Vlaanderen-Baloise \| + 7" \| \| |                      |                           |            |
| |                      |                           |            |
| Kilde: ProCyclingStats |                      |                           |            |
| Etaperesultat |                      |                           |            |
| Rytter | Rytter               | Hold                      | Tid        |
| 1. | Kamiel Bonneu        | Sport Vlaanderen-Baloise  | 4t 05' 33" |
| 2. | Benjamin Perry       | WiV SunGod                | + 0"       |
| 3. | Alexander Richardson | Saint Piran               | + 2"       |
| 4. | Mathijs Paasschens   | Bingoal Pauwels Sauces WB | + 4"       |
| 5. | Jordi Meeus          | Bora-Hansgrohe            | + 7"       |
| 6. | Jake Stewart         | Storbritannien            | + 7"       |
| 7. | Samuel Watson        | Storbritannien            | + 7"       |
| 8. | Gonzalo Serrano      | Movistar Team             | + 7"       |
| 9. | Marius Mayrhofer     | Team DSM                  | + 7"       |
| 10. | Kenneth Van Rooy     | Sport Vlaanderen-Baloise  | + 7"       |

| \| Samlede stilling \| Samlede stilling \| Samlede stilling \| Samlede stilling \| Samlede stilling \| \| Rytter \| Rytter \| Hold \| Tid \| \| \| ---------------- \| -------------------------- \| ------------------------- \| ---------------- \| ---------------- \| \| 1. \| Benjamin Perry \| WiV SunGod \| 12t 50' 31" \| \| \| 2. \| Corbin Strong \| Israel-Premier Tech \| + 7" \| \| \| 3. \| Mathijs Paasschens \| Bingoal Pauwels Sauces WB \| + 11" \| \| \| 4. \| Jake Stewart \| Storbritannien \| + 15" \| \| \| 5. \| Omar Fraile \| Ineos Grenadiers \| + 15" \| \| \| 6. \| Anders Halland Johannessen \| Uno-X Pro Cycling Team \| + 17" \| \| \| 7. \| Gonzalo Serrano \| Movistar Team \| + 21" \| \| \| 8. \| Tom Pidcock \| Ineos Grenadiers \| + 21" \| \| \| 9. \| Kenneth Van Rooy \| Sport Vlaanderen-Baloise \| + 21" \| \| \| 10. \| Filippo Fiorelli \| Bardiani CSF Faizanè \| + 21" \| \| |                            |                           |             |
| |                            |                           |             |
| Kilde: ProCyclingStats |                            |                           |             |
| Samlede stilling |                            |                           |             |
| Rytter | Rytter                     | Hold                      | Tid         |
| 1. | Benjamin Perry             | WiV SunGod                | 12t 50' 31" |
| 2. | Corbin Strong              | Israel-Premier Tech       | + 7"        |
| 3. | Mathijs Paasschens         | Bingoal Pauwels Sauces WB | + 11"       |
| 4. | Jake Stewart               | Storbritannien            | + 15"       |
| 5. | Omar Fraile                | Ineos Grenadiers          | + 15"       |
| 6. | Anders Halland Johannessen | Uno-X Pro Cycling Team    | + 17"       |
| 7. | Gonzalo Serrano            | Movistar Team             | + 21"       |
| 8. | Tom Pidcock                | Ineos Grenadiers          | + 21"       |
| 9. | Kenneth Van Rooy           | Sport Vlaanderen-Baloise  | + 21"       |
| 10. | Filippo Fiorelli           | Bardiani CSF Faizanè      | + 21"       |

### 4. etape
| Redcar - Duncombe Park Lodge | middel bjergetape | (149,5 km) |

| \| Etaperesultat \| Etaperesultat \| Etaperesultat \| Etaperesultat \| Etaperesultat \| \| Rytter \| Rytter \| Hold \| Tid \| \| \| ------------- \| ------------------ \| ------------------------- \| ------------- \| ------------- \| \| 1. \| Gonzalo Serrano \| Movistar Team \| 3t 40' 38" \| \| \| 2. \| Tom Pidcock \| Ineos Grenadiers \| + 0" \| \| \| 3. \| Dylan Teuns \| Israel-Premier Tech \| + 0" \| \| \| 4. \| Omar Fraile \| Ineos Grenadiers \| + 1" \| \| \| 5. \| Mathijs Paasschens \| Bingoal Pauwels Sauces WB \| + 13" \| \| \| 6. \| Samuel Watson \| Storbritannien \| + 13" \| \| \| 7. \| Kenneth Van Rooy \| Sport Vlaanderen-Baloise \| + 13" \| \| \| 8. \| Enrico Battaglin \| Bardiani CSF Faizanè \| + 13" \| \| \| 9. \| Jack Rootkin-Gray \| Saint Piran \| + 13" \| \| \| 10. \| Corbin Strong \| Israel-Premier Tech \| + 13" \| \| |                    |                           |            |
| |                    |                           |            |
| Kilde: ProCyclingStats |                    |                           |            |
| Etaperesultat |                    |                           |            |
| Rytter | Rytter             | Hold                      | Tid        |
| 1. | Gonzalo Serrano    | Movistar Team             | 3t 40' 38" |
| 2. | Tom Pidcock        | Ineos Grenadiers          | + 0"       |
| 3. | Dylan Teuns        | Israel-Premier Tech       | + 0"       |
| 4. | Omar Fraile        | Ineos Grenadiers          | + 1"       |
| 5. | Mathijs Paasschens | Bingoal Pauwels Sauces WB | + 13"      |
| 6. | Samuel Watson      | Storbritannien            | + 13"      |
| 7. | Kenneth Van Rooy   | Sport Vlaanderen-Baloise  | + 13"      |
| 8. | Enrico Battaglin   | Bardiani CSF Faizanè      | + 13"      |
| 9. | Jack Rootkin-Gray  | Saint Piran               | + 13"      |
| 10. | Corbin Strong      | Israel-Premier Tech       | + 13"      |

| \| Samlede stilling \| Samlede stilling \| Samlede stilling \| Samlede stilling \| Samlede stilling \| \| Rytter \| Rytter \| Hold \| Tid \| \| \| ---------------- \| ------------------ \| ------------------------- \| ---------------- \| ---------------- \| \| 1. \| Gonzalo Serrano \| Movistar Team \| 16t 31' 15" \| \| \| 2. \| Tom Pidcock \| Ineos Grenadiers \| + 7" \| \| \| 3. \| Omar Fraile \| Ineos Grenadiers \| + 7" \| \| \| 4. \| Benjamin Perry \| WiV SunGod \| + 7" \| \| \| 5. \| Dylan Teuns \| Israel-Premier Tech \| + 10" \| \| \| 6. \| Corbin Strong \| Israel-Premier Tech \| + 14" \| \| \| 7. \| Mathijs Paasschens \| Bingoal Pauwels Sauces WB \| + 18" \| \| \| 8. \| Jake Stewart \| Storbritannien \| + 22" \| \| \| 9. \| Magnus Sheffield \| Ineos Grenadiers \| + 24" \| \| \| 10. \| Kenneth Van Rooy \| Sport Vlaanderen-Baloise \| + 28" \| \| |                    |                           |             |
| |                    |                           |             |
| Kilde: ProCyclingStats |                    |                           |             |
| Samlede stilling |                    |                           |             |
| Rytter | Rytter             | Hold                      | Tid         |
| 1. | Gonzalo Serrano    | Movistar Team             | 16t 31' 15" |
| 2. | Tom Pidcock        | Ineos Grenadiers          | + 7"        |
| 3. | Omar Fraile        | Ineos Grenadiers          | + 7"        |
| 4. | Benjamin Perry     | WiV SunGod                | + 7"        |
| 5. | Dylan Teuns        | Israel-Premier Tech       | + 10"       |
| 6. | Corbin Strong      | Israel-Premier Tech       | + 14"       |
| 7. | Mathijs Paasschens | Bingoal Pauwels Sauces WB | + 18"       |
| 8. | Jake Stewart       | Storbritannien            | + 22"       |
| 9. | Magnus Sheffield   | Ineos Grenadiers          | + 24"       |
| 10. | Kenneth Van Rooy   | Sport Vlaanderen-Baloise  | + 28"       |

### 5. etape
| West Bridgford - Mansfield | flad etape | (186,8 km) |

| \| Etaperesultat \| Etaperesultat \| Etaperesultat \| Etaperesultat \| Etaperesultat \| \| Rytter \| Rytter \| Hold \| Tid \| \| \| ------------- \| --------------------- \| ------------------------- \| ------------- \| ------------- \| \| 1. \| Jordi Meeus \| Bora-Hansgrohe \| 4t 21' 46" \| \| \| 2. \| Stanisław Aniołkowski \| Bingoal Pauwels Sauces WB \| + 0" \| \| \| 3. \| Tom Pidcock \| Ineos Grenadiers \| + 0" \| \| \| 4. \| Samuel Watson \| Storbritannien \| + 0" \| \| \| 5. \| Aaron Van Poucke \| Sport Vlaanderen-Baloise \| + 0" \| \| \| 6. \| Nicolò Parisini \| Team Qhubeka \| + 0" \| \| \| 7. \| Martin Marcellusi \| Bardiani CSF Faizanè \| + 0" \| \| \| 8. \| Filippo Fiorelli \| Bardiani CSF Faizanè \| + 0" \| \| \| 9. \| Corbin Strong \| Israel-Premier Tech \| + 0" \| \| \| 10. \| Jim Brown \| WiV SunGod \| + 0" \| \| |                       |                           |            |
| |                       |                           |            |
| Kilde: ProCyclingStats |                       |                           |            |
| Etaperesultat |                       |                           |            |
| Rytter | Rytter                | Hold                      | Tid        |
| 1. | Jordi Meeus           | Bora-Hansgrohe            | 4t 21' 46" |
| 2. | Stanisław Aniołkowski | Bingoal Pauwels Sauces WB | + 0"       |
| 3. | Tom Pidcock           | Ineos Grenadiers          | + 0"       |
| 4. | Samuel Watson         | Storbritannien            | + 0"       |
| 5. | Aaron Van Poucke      | Sport Vlaanderen-Baloise  | + 0"       |
| 6. | Nicolò Parisini       | Team Qhubeka              | + 0"       |
| 7. | Martin Marcellusi     | Bardiani CSF Faizanè      | + 0"       |
| 8. | Filippo Fiorelli      | Bardiani CSF Faizanè      | + 0"       |
| 9. | Corbin Strong         | Israel-Premier Tech       | + 0"       |
| 10. | Jim Brown             | WiV SunGod                | + 0"       |

| \| Samlede stilling \| Samlede stilling \| Samlede stilling \| Samlede stilling \| Samlede stilling \| \| Rytter \| Rytter \| Hold \| Tid \| \| \| ---------------- \| ------------------ \| ------------------------- \| ---------------- \| ---------------- \| \| 1. \| Gonzalo Serrano \| Movistar Team \| 20t 53' 01" \| \| \| 2. \| Tom Pidcock \| Ineos Grenadiers \| + 3" \| \| \| 3. \| Omar Fraile \| Ineos Grenadiers \| + 7" \| \| \| 4. \| Benjamin Perry \| WiV SunGod \| + 7" \| \| \| 5. \| Dylan Teuns \| Israel-Premier Tech \| + 10" \| \| \| 6. \| Corbin Strong \| Israel-Premier Tech \| + 14" \| \| \| 7. \| Mathijs Paasschens \| Bingoal Pauwels Sauces WB \| + 17" \| \| \| 8. \| Jake Stewart \| Storbritannien \| + 22" \| \| \| 9. \| Alessandro Iacchi \| Team Qhubeka \| + 24" \| \| \| 10. \| Magnus Sheffield \| Ineos Grenadiers \| + 24" \| \| |                    |                           |             |
| |                    |                           |             |
| Kilde: ProCyclingStats |                    |                           |             |
| Samlede stilling |                    |                           |             |
| Rytter | Rytter             | Hold                      | Tid         |
| 1. | Gonzalo Serrano    | Movistar Team             | 20t 53' 01" |
| 2. | Tom Pidcock        | Ineos Grenadiers          | + 3"        |
| 3. | Omar Fraile        | Ineos Grenadiers          | + 7"        |
| 4. | Benjamin Perry     | WiV SunGod                | + 7"        |
| 5. | Dylan Teuns        | Israel-Premier Tech       | + 10"       |
| 6. | Corbin Strong      | Israel-Premier Tech       | + 14"       |
| 7. | Mathijs Paasschens | Bingoal Pauwels Sauces WB | + 17"       |
| 8. | Jake Stewart       | Storbritannien            | + 22"       |
| 9. | Alessandro Iacchi  | Team Qhubeka              | + 24"       |
| 10. | Magnus Sheffield   | Ineos Grenadiers          | + 24"       |

### 6. etape
| Tewkesbury - Gloucester | kuperet etape | (170,9 km) |

Etape aflyst pga. Dronning Elizabeth 2.'s død

### 7. etape
| West Bay - Ferndown | kuperet etape | (175,9 km) |

Etape aflyst pga. Dronning Elizabeth 2.'s død

### 8. etape
| Ryde - The Needles | middel bjergetape | (148,9 km) |

Etape aflyst pga. Dronning Elizabeth 2.'s død

## Resultater
| \| Samlede stilling \| Samlede stilling \| Samlede stilling \| Samlede stilling \| Samlede stilling \| \| Rytter \| Rytter \| Hold \| Tid \| \| \| ---------------- \| ---------------- \| ---------------- \| ---------------- \| ---------------- \| |        |      |     |
| |        |      |     |
| Kilde: ProCyclingStats |        |      |     |
| Samlede stilling |        |      |     |
| Rytter | Rytter | Hold | Tid |

| Samlede stilling | Samlede stilling | Samlede stilling | Samlede stilling | Samlede stilling |
| Rytter           | Rytter           | Hold             | Tid              |                  |
| ---------------- | ---------------- | ---------------- | ---------------- | ---------------- |

| Pointkonkurrence | Pointkonkurrence | Pointkonkurrence | Pointkonkurrence | Pointkonkurrence |
| Rytter           | Rytter           | Hold             | Point            |                  |
| ---------------- | ---------------- | ---------------- | ---------------- | ---------------- |

| Pointkonkurrence | Pointkonkurrence | Pointkonkurrence | Pointkonkurrence | Pointkonkurrence |
| Rytter           | Rytter           | Hold             | Point            |                  |
| ---------------- | ---------------- | ---------------- | ---------------- | ---------------- |

| Bjergkonkurrence | Bjergkonkurrence | Bjergkonkurrence | Bjergkonkurrence | Bjergkonkurrence |
| Rytter           | Rytter           | Hold             | Point            |                  |
| ---------------- | ---------------- | ---------------- | ---------------- | ---------------- |

| Bjergkonkurrence | Bjergkonkurrence | Bjergkonkurrence | Bjergkonkurrence | Bjergkonkurrence |
| Rytter           | Rytter           | Hold             | Point            |                  |
| ---------------- | ---------------- | ---------------- | ---------------- | ---------------- |

| Holdkonkurrence | Holdkonkurrence | Holdkonkurrence | Holdkonkurrence |
| Hold            | Hold            | Tid             |                 |
| --------------- | --------------- | --------------- | --------------- |

| Holdkonkurrence | Holdkonkurrence | Holdkonkurrence | Holdkonkurrence |
| Hold            | Hold            | Tid             |                 |
| --------------- | --------------- | --------------- | --------------- |

## Hold og ryttere
| UCI WorldTeams (5)- Bora-Hansgrohe - Ineos Grenadiers - Israel-Premier Tech - Movistar Team - Team DSM UCI ProTeams (6)- Bardiani-CSF-Faizanè - Bingoal Pauwels Sauces WB - Caja Rural-Seguros RGA - Human Powered Health - Sport Vlaanderen-Baloise - Uno-X Pro Cycling Team UCI Kontinentalhold (6)- Global 6 Cycling - Team Qhubeka - Saint Piran - Ribble Weldtite Pro Cycling - WiV SunGod - Trinity Racing Landshold- Storbritannien |
| |

### Danske ryttere
| Danske ryttere på startlisten |                |                        |           |
| Rygnummer                     | Rytter         | Hold                   | Placering |
| 111                           | Anthon Charmig | Uno-X Pro Cycling Team | 21        |
| 114                           | Niklas Larsen  | Uno-X Pro Cycling Team | 73        |

* DNF = gennemførte ikke

### Startliste
| Ineos Grenadiers IGD | Ineos Grenadiers IGD     | Ineos Grenadiers IGD |
| -------------------- | ------------------------ | -------------------- |
| Nr.                  | Rytter                   | Placering            |
| 1                    | Tom Pidcock (GBR)        |                      |
| 2                    | Andrey Amador (CRC)      |                      |
| 3                    | Omar Fraile (ESP)        |                      |
| 4                    | Michał Kwiatkowski (POL) |                      |
| 5                    | Richie Porte (AUS)       |                      |
| 6                    | Magnus Sheffield (USA)   |                      |

| Team DSM DSM | Team DSM DSM           | Team DSM DSM |
| ------------ | ---------------------- | ------------ |
| Nr.          | Rytter                 | Placering    |
| 11           | Cees Bol (NED)         |              |
| 12           | Chris Hamilton (AUS)   |              |
| 13           | Leon Heinschke (GER)   |              |
| 14           | Marius Mayrhofer (GER) |              |
| 15           | Oscar Onley (GBR)      |              |
| 16           | Max Poole (GBR)        |              |

| Israel-Premier Tech IPT | Israel-Premier Tech IPT | Israel-Premier Tech IPT |
| ----------------------- | ----------------------- | ----------------------- |
| Nr.                     | Rytter                  | Placering               |
| 21                      | Dylan Teuns (BEL)       |                         |
| 22                      | Alex Dowsett (GBR)      |                         |
| 23                      | Mason Hollyman (GBR)    |                         |
| 24                      | Reto Hollenstein (SUI)  |                         |
| 25                      | Corbin Strong (NZL)     |                         |
| 26                      | Michael Woods (CAN)     |                         |

| Ribble Weldtite Pro Cycling RWC | Ribble Weldtite Pro Cycling RWC | Ribble Weldtite Pro Cycling RWC |
| ------------------------------- | ------------------------------- | ------------------------------- |
| Nr.                             | Rytter                          | Placering                       |
| 31                              | Finn Crockett (GBR)             | DNS-3                           |
| 32                              | Red Walters (GRN) (landevej)    | DNF-4                           |
| 33                              | Zeb Kyffin (GBR)                |                                 |
| 34                              | Ross Lamb (GBR)                 |                                 |
| 35                              | Charlie Tanfield (GBR)          | DNF-4                           |
| 36                              | Harry Tanfield (GBR)            | DNF-3                           |

| Bingoal Pauwels Sauces WB BWB | Bingoal Pauwels Sauces WB BWB | Bingoal Pauwels Sauces WB BWB |
| ----------------------------- | ----------------------------- | ----------------------------- |
| Nr.                           | Rytter                        | Placering                     |
| 41                            | Stanisław Aniołkowski (POL)   |                               |
| 42                            | Ceriel Desal (BEL)            |                               |
| 43                            | Johan Meens (BEL)             |                               |
| 44                            | Kenny Molly (BEL)             |                               |
| 45                            | Mathijs Paasschens (NED)      |                               |
| 46                            | Dimitri Peyskens (BEL)        |                               |

| Caja Rural-Seguros RGA CJR | Caja Rural-Seguros RGA CJR | Caja Rural-Seguros RGA CJR |
| -------------------------- | -------------------------- | -------------------------- |
| Nr.                        | Rytter                     | Placering                  |
| 51                         | Eduard Prades (ESP)        |                            |
| 52                         | Fernando Barceló (ESP)     |                            |
| 53                         | Jon Barrenetxea (ESP)      |                            |
| 54                         | Calum Johnston (GBR)       |                            |
| 55                         | Sergio Martín (ESP)        |                            |
| 56                         | Joel Nicolau (ESP)         |                            |

| Human Powered Health HPM | Human Powered Health HPM | Human Powered Health HPM |
| ------------------------ | ------------------------ | ------------------------ |
| Nr.                      | Rytter                   | Placering                |
| 61                       | Matthew Gibson (GBR)     |                          |
| 62                       | Kristian Aasvold (NOR)   |                          |
| 63                       | Stephen Bassett (USA)    |                          |
| 64                       | August Jensen (NOR)      |                          |
| 65                       | Gavin Mannion (USA)      |                          |
| 66                       | Joey Rosskopf (USA)      |                          |

| Bora-Hansgrohe BOH | Bora-Hansgrohe BOH                   | Bora-Hansgrohe BOH |
| ------------------ | ------------------------------------ | ------------------ |
| Nr.                | Rytter                               | Placering          |
| 71                 | Nils Politt (GER) (landevej)         |                    |
| 72                 | Shane Archbold (NZL)                 |                    |
| 73                 | Jordi Meeus (BEL)                    |                    |
| 74                 | Marco Haller (AUT)                   | DNF-1              |
| 75                 | Felix Großschartner (AUT) (landevej) |                    |
| 76                 | Lukas Pöstlberger (AUT)              |                    |

| WiV SunGod RDW | WiV SunGod RDW        | WiV SunGod RDW |
| -------------- | --------------------- | -------------- |
| Nr.            | Rytter                | Placering      |
| 81             | Jacob Scott (GBR)     |                |
| 82             | Jim Brown (GBR)       |                |
| 83             | Benjamin Perry (CAN)  |                |
| 84             | Robert Scott (GBR)    |                |
| 85             | Matthew Teggart (IRL) |                |
| 86             | Rory Townsend (IRL)   |                |

| Bardiani CSF Faizanè BCF | Bardiani CSF Faizanè BCF      | Bardiani CSF Faizanè BCF |
| ------------------------ | ----------------------------- | ------------------------ |
| Nr.                      | Rytter                        | Placering                |
| 91                       | Filippo Zana (ITA) (landevej) |                          |
| 92                       | Enrico Battaglin (ITA)        |                          |
| 93                       | Filippo Fiorelli (ITA)        |                          |
| 94                       | Davide Gabburo (ITA)          |                          |
| 95                       | Martin Marcellusi (ITA)       |                          |
| 96                       | Sacha Modolo (ITA)            |                          |

| Movistar Team MOV | Movistar Team MOV      | Movistar Team MOV |
| ----------------- | ---------------------- | ----------------- |
| Nr.               | Rytter                 | Placering         |
| 101               | Iñigo Elosegui (ESP)   | DNF-5             |
| 102               | Abner González (PUR)   | DNF-3             |
| 103               | Matteo Jorgenson (USA) | DNS-4             |
| 104               | Imanol Erviti (ESP)    |                   |
| 105               | Óscar Rodríguez (ESP)  |                   |
| 106               | Gonzalo Serrano (ESP)  |                   |

| Uno-X Pro Cycling Team UXT | Uno-X Pro Cycling Team UXT       | Uno-X Pro Cycling Team UXT |
| -------------------------- | -------------------------------- | -------------------------- |
| Nr.                        | Rytter                           | Placering                  |
| 111                        | Anthon Charmig (DEN)             |                            |
| 112                        | Anders Halland Johannessen (NOR) |                            |
| 113                        | Martin Bugge Urianstad (NOR)     |                            |
| 114                        | Niklas Larsen (DEN)              |                            |
| 115                        | Rasmus Tiller (NOR)              |                            |
| 116                        | Anders Skaarseth (NOR)           |                            |

| Saint Piran SPC | Saint Piran SPC            | Saint Piran SPC |
| --------------- | -------------------------- | --------------- |
| Nr.             | Rytter                     | Placering       |
| 121             | Alexander Richardson (GBR) |                 |
| 122             | Adam Lewis (GBR)           |                 |
| 123             | Leon Mazzone (GBR)         |                 |
| 124             | Harry Birchill (GBR)       |                 |
| 125             | Cooper Sayers (AUS)        |                 |
| 126             | Jack Rootkin-Gray (GBR)    |                 |

| Global 6 Cycling GLC | Global 6 Cycling GLC   | Global 6 Cycling GLC |
| -------------------- | ---------------------- | -------------------- |
| Nr.                  | Rytter                 | Placering            |
| 131                  | James Mitri (NZL)      |                      |
| 132                  | Kiaan Watts (NZL)      |                      |
| 133                  | Dylan Sunderland (AUS) |                      |
| 134                  | Nícolas Sessler (BRA)  |                      |
| 135                  | Ukko Peltonen (FIN)    | DNS-4                |
| 136                  | Conor Schunk (USA)     | DNS-3                |

| Team Qhubeka T4Q | Team Qhubeka T4Q        | Team Qhubeka T4Q |
| ---------------- | ----------------------- | ---------------- |
| Nr.              | Rytter                  | Placering        |
| 141              | Negasi Abreha (ETH)     |                  |
| 142              | Nahom Zerai (ERI)       |                  |
| 143              | Luca Coati (ITA)        | DNS-4            |
| 144              | Alessandro Iacchi (ITA) |                  |
| 145              | Nicolò Parisini (ITA)   |                  |
| 146              | Travis Stedman (RSA)    |                  |

| Storbritannien GBR | Storbritannien GBR | Storbritannien GBR |
| ------------------ | ------------------ | ------------------ |
| Nr.                | Rytter             | Placering          |
| 151                | Connor Swift       |                    |
| 152                | Robert Donaldson   |                    |
| 153                | Jake Stewart       |                    |
| 154                | Samuel Watson      |                    |
| 155                | Joshua Giddings    |                    |
| 156                | Josh Charlton      |                    |

| Sport Vlaanderen-Baloise SVB | Sport Vlaanderen-Baloise SVB | Sport Vlaanderen-Baloise SVB |
| ---------------------------- | ---------------------------- | ---------------------------- |
| Nr.                          | Rytter                       | Placering                    |
| 161                          | Kamiel Bonneu (BEL)          |                              |
| 162                          | Lindsay De Vylder (BEL)      |                              |
| 163                          | Julian Mertens (BEL)         |                              |
| 164                          | Aaron Van Poucke (BEL)       |                              |
| 165                          | Kenneth Van Rooy (BEL)       |                              |
| 166                          | Ward Vanhoof (BEL)           |                              |

| Trinity Racing TRI | Trinity Racing TRI   | Trinity Racing TRI |
| ------------------ | -------------------- | ------------------ |
| Nr.                | Rytter               | Placering          |
| 171                | Luke Lamperti (USA)  |                    |
| 172                | Sam Culverwell (GBR) |                    |
| 173                | Thomas Gloag (GBR)   |                    |
| 174                | Lukas Nerurkar (GBR) |                    |
| 175                | Oliver Rees (GBR)    |                    |
| 176                | Liam Johnston (AUS)  |                    |

| Ineos Grenadiers IGD | Ineos Grenadiers IGD     | Ineos Grenadiers IGD |
| -------------------- | ------------------------ | -------------------- |
| Nr.                  | Rytter                   | Placering            |
| 1                    | Tom Pidcock (GBR)        |                      |
| 2                    | Andrey Amador (CRC)      |                      |
| 3                    | Omar Fraile (ESP)        |                      |
| 4                    | Michał Kwiatkowski (POL) |                      |
| 5                    | Richie Porte (AUS)       |                      |
| 6                    | Magnus Sheffield (USA)   |                      |

| Team DSM DSM | Team DSM DSM           | Team DSM DSM |
| ------------ | ---------------------- | ------------ |
| Nr.          | Rytter                 | Placering    |
| 11           | Cees Bol (NED)         |              |
| 12           | Chris Hamilton (AUS)   |              |
| 13           | Leon Heinschke (GER)   |              |
| 14           | Marius Mayrhofer (GER) |              |
| 15           | Oscar Onley (GBR)      |              |
| 16           | Max Poole (GBR)        |              |

| Israel-Premier Tech IPT | Israel-Premier Tech IPT | Israel-Premier Tech IPT |
| ----------------------- | ----------------------- | ----------------------- |
| Nr.                     | Rytter                  | Placering               |
| 21                      | Dylan Teuns (BEL)       |                         |
| 22                      | Alex Dowsett (GBR)      |                         |
| 23                      | Mason Hollyman (GBR)    |                         |
| 24                      | Reto Hollenstein (SUI)  |                         |
| 25                      | Corbin Strong (NZL)     |                         |
| 26                      | Michael Woods (CAN)     |                         |

| Ribble Weldtite Pro Cycling RWC | Ribble Weldtite Pro Cycling RWC | Ribble Weldtite Pro Cycling RWC |
| ------------------------------- | ------------------------------- | ------------------------------- |
| Nr.                             | Rytter                          | Placering                       |
| 31                              | Finn Crockett (GBR)             | DNS-3                           |
| 32                              | Red Walters (GRN) (landevej)    | DNF-4                           |
| 33                              | Zeb Kyffin (GBR)                |                                 |
| 34                              | Ross Lamb (GBR)                 |                                 |
| 35                              | Charlie Tanfield (GBR)          | DNF-4                           |
| 36                              | Harry Tanfield (GBR)            | DNF-3                           |

| Bingoal Pauwels Sauces WB BWB | Bingoal Pauwels Sauces WB BWB | Bingoal Pauwels Sauces WB BWB |
| ----------------------------- | ----------------------------- | ----------------------------- |
| Nr.                           | Rytter                        | Placering                     |
| 41                            | Stanisław Aniołkowski (POL)   |                               |
| 42                            | Ceriel Desal (BEL)            |                               |
| 43                            | Johan Meens (BEL)             |                               |
| 44                            | Kenny Molly (BEL)             |                               |
| 45                            | Mathijs Paasschens (NED)      |                               |
| 46                            | Dimitri Peyskens (BEL)        |                               |

| Caja Rural-Seguros RGA CJR | Caja Rural-Seguros RGA CJR | Caja Rural-Seguros RGA CJR |
| -------------------------- | -------------------------- | -------------------------- |
| Nr.                        | Rytter                     | Placering                  |
| 51                         | Eduard Prades (ESP)        |                            |
| 52                         | Fernando Barceló (ESP)     |                            |
| 53                         | Jon Barrenetxea (ESP)      |                            |
| 54                         | Calum Johnston (GBR)       |                            |
| 55                         | Sergio Martín (ESP)        |                            |
| 56                         | Joel Nicolau (ESP)         |                            |

| Human Powered Health HPM | Human Powered Health HPM | Human Powered Health HPM |
| ------------------------ | ------------------------ | ------------------------ |
| Nr.                      | Rytter                   | Placering                |
| 61                       | Matthew Gibson (GBR)     |                          |
| 62                       | Kristian Aasvold (NOR)   |                          |
| 63                       | Stephen Bassett (USA)    |                          |
| 64                       | August Jensen (NOR)      |                          |
| 65                       | Gavin Mannion (USA)      |                          |
| 66                       | Joey Rosskopf (USA)      |                          |

| Bora-Hansgrohe BOH | Bora-Hansgrohe BOH                   | Bora-Hansgrohe BOH |
| ------------------ | ------------------------------------ | ------------------ |
| Nr.                | Rytter                               | Placering          |
| 71                 | Nils Politt (GER) (landevej)         |                    |
| 72                 | Shane Archbold (NZL)                 |                    |
| 73                 | Jordi Meeus (BEL)                    |                    |
| 74                 | Marco Haller (AUT)                   | DNF-1              |
| 75                 | Felix Großschartner (AUT) (landevej) |                    |
| 76                 | Lukas Pöstlberger (AUT)              |                    |

| WiV SunGod RDW | WiV SunGod RDW        | WiV SunGod RDW |
| -------------- | --------------------- | -------------- |
| Nr.            | Rytter                | Placering      |
| 81             | Jacob Scott (GBR)     |                |
| 82             | Jim Brown (GBR)       |                |
| 83             | Benjamin Perry (CAN)  |                |
| 84             | Robert Scott (GBR)    |                |
| 85             | Matthew Teggart (IRL) |                |
| 86             | Rory Townsend (IRL)   |                |

| Bardiani CSF Faizanè BCF | Bardiani CSF Faizanè BCF      | Bardiani CSF Faizanè BCF |
| ------------------------ | ----------------------------- | ------------------------ |
| Nr.                      | Rytter                        | Placering                |
| 91                       | Filippo Zana (ITA) (landevej) |                          |
| 92                       | Enrico Battaglin (ITA)        |                          |
| 93                       | Filippo Fiorelli (ITA)        |                          |
| 94                       | Davide Gabburo (ITA)          |                          |
| 95                       | Martin Marcellusi (ITA)       |                          |
| 96                       | Sacha Modolo (ITA)            |                          |

| Movistar Team MOV | Movistar Team MOV      | Movistar Team MOV |
| ----------------- | ---------------------- | ----------------- |
| Nr.               | Rytter                 | Placering         |
| 101               | Iñigo Elosegui (ESP)   | DNF-5             |
| 102               | Abner González (PUR)   | DNF-3             |
| 103               | Matteo Jorgenson (USA) | DNS-4             |
| 104               | Imanol Erviti (ESP)    |                   |
| 105               | Óscar Rodríguez (ESP)  |                   |
| 106               | Gonzalo Serrano (ESP)  |                   |

| Uno-X Pro Cycling Team UXT | Uno-X Pro Cycling Team UXT       | Uno-X Pro Cycling Team UXT |
| -------------------------- | -------------------------------- | -------------------------- |
| Nr.                        | Rytter                           | Placering                  |
| 111                        | Anthon Charmig (DEN)             |                            |
| 112                        | Anders Halland Johannessen (NOR) |                            |
| 113                        | Martin Bugge Urianstad (NOR)     |                            |
| 114                        | Niklas Larsen (DEN)              |                            |
| 115                        | Rasmus Tiller (NOR)              |                            |
| 116                        | Anders Skaarseth (NOR)           |                            |

| Saint Piran SPC | Saint Piran SPC            | Saint Piran SPC |
| --------------- | -------------------------- | --------------- |
| Nr.             | Rytter                     | Placering       |
| 121             | Alexander Richardson (GBR) |                 |
| 122             | Adam Lewis (GBR)           |                 |
| 123             | Leon Mazzone (GBR)         |                 |
| 124             | Harry Birchill (GBR)       |                 |
| 125             | Cooper Sayers (AUS)        |                 |
| 126             | Jack Rootkin-Gray (GBR)    |                 |

| Global 6 Cycling GLC | Global 6 Cycling GLC   | Global 6 Cycling GLC |
| -------------------- | ---------------------- | -------------------- |
| Nr.                  | Rytter                 | Placering            |
| 131                  | James Mitri (NZL)      |                      |
| 132                  | Kiaan Watts (NZL)      |                      |
| 133                  | Dylan Sunderland (AUS) |                      |
| 134                  | Nícolas Sessler (BRA)  |                      |
| 135                  | Ukko Peltonen (FIN)    | DNS-4                |
| 136                  | Conor Schunk (USA)     | DNS-3                |

| Team Qhubeka T4Q | Team Qhubeka T4Q        | Team Qhubeka T4Q |
| ---------------- | ----------------------- | ---------------- |
| Nr.              | Rytter                  | Placering        |
| 141              | Negasi Abreha (ETH)     |                  |
| 142              | Nahom Zerai (ERI)       |                  |
| 143              | Luca Coati (ITA)        | DNS-4            |
| 144              | Alessandro Iacchi (ITA) |                  |
| 145              | Nicolò Parisini (ITA)   |                  |
| 146              | Travis Stedman (RSA)    |                  |

| Storbritannien GBR | Storbritannien GBR | Storbritannien GBR |
| ------------------ | ------------------ | ------------------ |
| Nr.                | Rytter             | Placering          |
| 151                | Connor Swift       |                    |
| 152                | Robert Donaldson   |                    |
| 153                | Jake Stewart       |                    |
| 154                | Samuel Watson      |                    |
| 155                | Joshua Giddings    |                    |
| 156                | Josh Charlton      |                    |

| Sport Vlaanderen-Baloise SVB | Sport Vlaanderen-Baloise SVB | Sport Vlaanderen-Baloise SVB |
| ---------------------------- | ---------------------------- | ---------------------------- |
| Nr.                          | Rytter                       | Placering                    |
| 161                          | Kamiel Bonneu (BEL)          |                              |
| 162                          | Lindsay De Vylder (BEL)      |                              |
| 163                          | Julian Mertens (BEL)         |                              |
| 164                          | Aaron Van Poucke (BEL)       |                              |
| 165                          | Kenneth Van Rooy (BEL)       |                              |
| 166                          | Ward Vanhoof (BEL)           |                              |

| Trinity Racing TRI | Trinity Racing TRI   | Trinity Racing TRI |
| ------------------ | -------------------- | ------------------ |
| Nr.                | Rytter               | Placering          |
| 171                | Luke Lamperti (USA)  |                    |
| 172                | Sam Culverwell (GBR) |                    |
| 173                | Thomas Gloag (GBR)   |                    |
| 174                | Lukas Nerurkar (GBR) |                    |
| 175                | Oliver Rees (GBR)    |                    |
| 176                | Liam Johnston (AUS)  |                    |